# 나 홀로 그대
《나 홀로 그대》는 동영상 플랫폼 넷플릭스(Netflix)가 제작 중인 한국 드라마이다. 최첨단 홀로그램 인공지능을 소재로 윤현민과 고성희가 주인공으로 나온다. 윤현민은 천재개발자 '난도' 와 그가 개발한 홀로그램 인공지능 ‘홀로’ 등 1인 2역을 한다.

## 등장 인물
- 윤현민 : 홀로/난도 역
- 고성희 : 소연 역
- 최여진 : 유진 역
- 황찬성 : 찬성 역
- 이정은 : 소연 엄마 역
- 강승현 : 유람 역
- 이기찬 : 강우 역
- 공민정 : 정아 역

## 제작진
- 감독: 이상엽
- 극본: 류용재